# Everett (Pennsilvània)
Everett és una població dels Estats Units a l'estat de Pennsilvània. Segons el cens del 2000 tenia 1.905 habitants.

## Demografia
Segons el cens del 2000, Everett tenia 1.905 habitants, 876 habitatges, i 515 famílies. La densitat de població era de 687,4 habitants per quilòmetre quadrat.
Dels 876 habitatges en un 27,6% hi vivien nens de menys de 18 anys, en un 43,5% hi vivien parelles casades, en un 12% dones solteres, i en un 41,1% no eren unitats familiars. En el 38,5% dels habitatges hi vivien persones soles el 18,3% de les quals corresponia a persones de 65 anys o més que vivien soles. El nombre mitjà de persones vivint en cada habitatge era de 2,15 i el nombre mitjà de persones que vivien en cada família era de 2,79.
Per edats la població es repartia de la següent manera: un 22,9% tenia menys de 18 anys, un 8,6% entre 18 i 24, un 26,3% entre 25 i 44, un 21,6% de 45 a 60 i un 20,6% 65 anys o més.
L'edat mediana era de 39 anys. Per cada 100 dones de 18 o més anys hi havia 76,9 homes.
La renda mediana per habitatge era de 23.919 $ i la renda mediana per família de 33.819 $. Els homes tenien una renda mediana de 26.953 $ mentre que les dones 16.196 $. La renda per capita de la població era de 15.841 $. Entorn del 13,3% de les famílies i el 19,2% de la població estaven per davall del llindar de pobresa.

## Poblacions més properes
El següent diagrama mostra les poblacions més properes.